# 李玉堂 (1899年)
李玉堂（1899年3月18日—1951年2月5日），字瑶阶，男，山东广饶人，抗日戰爭中國將領，中華民國陸軍中將。黃埔軍校一期。與李延年、李仙洲、王耀武合稱三李一王。他因曾接受中國人民解放軍談判條件與妻子陳伯蘭皆遭蔣中正下令槍決。

## 生平
歷經國民黨東征、國民黨北伐、中原大戰、剿共諸戰役。對日抗戰期間，李玉堂曾任第十軍軍長，武漢會戰、南昌會戰、長沙會戰、常德會戰等名震中外戰役，李玉堂將軍無役不與，並於長沙三次大捷，擊退日軍，因而于1942年1月24日榮獲青天白日勳章。
第二次国共内战期間，李玉堂將軍率兵在兗州激戰共軍陳毅部隊圍城七日七夜，後來又臨危授命督師海南岛，任海南防衛軍副總司令兼第一路軍司令官及三十二軍軍長，以舉世聞名之榆林口大捷，為國共最後一戰寫下光榮一頁。
1950年，蔣介石派李玉堂任海南防卫副总司令、第一路军司令官兼三十二军军长，驻军海南岛。当时中国人民解放军已占领中国大陆大部，中华人民共和国中央人民政府已宣告成立。

### 投共疑雲
解放军对海南岛施行包围，并派地下工作联络员李刚到海南岛进行策反投降工作。李玉堂权衡再三，决定接受联络员李刚的意见。为慎重起见，他亲笔写信秘派专人从水上到香港，找到其妻陈伯兰、内兄陈石清，并让其将信转给解放军驻广州最高统帅叶剑英。信转到叶剑英手中后，叶剑英亲自批示：“李玉堂火速起义。起义后可委以海南岛军政委员会副主任之职。”因当时交通、通讯很不方便，加之此乃军机大事，当特派员将叶剑英的批示转到香港，又准备前往海南岛时，已传来了海南岛解放、岛上守军未作抵抗、全部缴械投降的消息，李玉堂只带副官亲信及十余名士兵乘快艇逃往台湾。特派员闻悉情况突变，便急回广州又将信交回叶剑英手中。同时，共产党又派人去香港与李玉堂夫人陈伯兰及陈石清会晤，转达叶剑英机密手令并嘱李玉堂夫人陈伯兰：“此去谨慎从事，待机行动”。陈氏兄妹离港去台。
1950年5月，李玉堂將軍奉令率部隊從海南島撤台。李玉堂到台不久，随其前去的副官李刚便被中華民國政府特务怀疑监视，后被逮捕。终因受刑不过，而将投降的问题供认。中華民國政府遂即将李玉堂及其妻陈伯兰以及妻兄陈石清秘密逮捕。1951年2月5日（除夕）李玉堂將軍夫婦同遭槍決，罪名是「包庇叛徒」與「煽惑軍人逃叛未遂」。

## 身后
李玉堂死后数年，经有关单位深入调查落实，李玉堂确实给叶剑英写过信。1983年经山东省人民政府报请中华人民共和国国务院批准，追认李玉堂为中國共產黨的革命烈士。

### 恢復名譽
李玉堂將軍夫婦遺孤李國英女士終身未嫁，矢志為父母平反名譽，終在中華民國總統陳水扁「人權立國」的主政下，「財團法人戒嚴時期不當判亂暨匪諜案件補償基金會」重新調出李玉堂將軍夫婦案全部檔案，慎重審查，以具體實證而決議予以補償。2004年1月17日，由中華民國陳水扁總統頒給「回復名譽證書」，使李玉堂將軍夫婦沉冤得以昭雪。李國英在父親李玉堂冥誕之日（二月七日）舉辦了追思法會。